# Chondrorrhina trivittata
Chondrorrhina trivittata är en skalbaggsart som beskrevs av Hermann Rudolph Schaum 1841. Chondrorrhina trivittata ingår i släktet Chondrorrhina och familjen Cetoniidae. Utöver nominatformen finns också underarten C. t. insularis.